# Sítina tmavá
Sítina tmavá (Juncus atratus) je vytrvalá, stálezelená, až metr vysoká, trsnatá bylina vlhkých míst, která z české krajiny rychle mizí. Od ostatních druhů sítin rostoucích v České republice se nezaměnitelně odlišuje tmavě hnědými až černými okvětními lístky, od kterých pochází i druhové jméno "tmavá".

## Rozšíření
Je euroasijským druhem s těžištěm výskytu v kontinentálních oblastech východní Evropy. Její nesouvislý areál sahá od středu Evropy po západní Sibiř, Turecko, Kavkaz, Střední Asii a na sever Číny.
V ČR se v průběhu 20. století její stavy snížily na historické minimum. Z Čech zcela vymizela a na Moravě se zachovala jen na několika lokalitách, především na jižní Moravě v národních přírodních památkách Hodonínské Dúbravě a Pastvisku u Lednice a izolovaně v okolí Olomouce v přírodní rezervaci Plané loučky.

## Ekologie
Teplomilná, vlhkomilná a světlomilná rostlina vázána na louky s vysokou hladinou spodní vody, které jsou na jaře zaplavované i vyšším sloupcem vody a v průběhu letního přísušku vysychají. Je vytrvalou rostlinou lučních mokřadních stanovišť, je ale konkurenčně velice slabou, vyhovují ji spíše rozvolněné luční porosty a špatně snáší místa s vrstvou starého, odumřelého bylinného porostu. Je hemikryptofyt kvetoucí v červnu a červenci, jehož plody dozrávají v srpnu a září. Ploidie druhu je 2n = 40.

## Popis
Vytrvalá, šedozelená, trsnatá bylina s přímými květnými i nekvetoucími lodyhami dorůstajícími do výšky 40 až 100 cm. Lodyhy vyrůstají z řídké růžice rašící z plazivého oddenku, nemají bazální pochvy a jsou porostlé třemi až pěti oblými listy, které jsou duté, příčně přehrádkované, podélně rýhované a na bázi mají ouška. Čepele listů jsou dlouze kuželovité, na vrcholu špičaté a bývají dlouhé 5 až 23 a široké 1 až 2,5 cm. Tenký spodní listen, dlouhý 7 až 10 cm, je kratší než květenství.
Květenství je koncový, rozvětvený kružel dlouhý i 13 cm. Je složen z patnácti až padesáti černohnědých, pěti až desetikvětých klubek velkých do 5 mm. Květy mají šest černohnědých, lesklých, 3 mm dlouhých okvětních lístků kopinatého tvaru, vnější mají přes střed zelenkavý proužek. Šest tyčinek kratších než okvětí vyrůstá ve dvou kruzích, jejich prašníky jsou dlouhé jako nitky, blizna mívá délku 2 mm.
Plodem je kaštanově hnědá, 2,5 mm velká, jednodílná, vejčitě trojhranná, lesklá, jednopouzdrá tobolka s dlouhým, šikmým zobánkem. Obsahuje četná hnědá, elipsoidní, asi 0,5 mm velká semena.

## Ohrožení
V České přírodě je sítina tmavá pro svůj řídký a stále se snižující výskyt hodnocena ve Vyhlášce MŽP ČR č. 395/1992 Sb. ve znění vyhl. č. 175/2006 Sb. i v Červeném seznamu cévnatých rostlin ČR z roku 2012 jako kriticky ohrožený druh. Mnoho jejích tradičních stanovišť bylo zničeno při pokusech o získání další orné půdy, byla rozorána a odvodněna.
Pokusy o rozšíření počtu rostlin na místech, kde dosud byliny rostou, nebyly příliš úspěšné. Čerstvá semena sice dobře klíčí, nejlépe na narušených plochách, později však mnoho semenáčku odumírá a stádia kvetoucí rostliny se dožívá jen malý počet. Navíc druhu je vlastní velká rozkolísanost kvetení v různých letech, někdy na pozorovaném místě vůbec nevykvete.